# Statut fiscal de la Corse
La Corse bénéficie de longue date d'un Statut fiscal dérogatoire motivé par son insularité. Ce régime remonte au Consulat. La dernière mesure législative qui régit le statut fiscal particulier de l'île de Beauté est la loi n° 94-1131 portant statut fiscal de la Corse du 27 décembre 1994.
Pour compenser le manque à gagner pour les Collectivités corses, la loi de 1994 a instauré divers prélèvements sur les recettes de l'État au profit des dites collectivités.
La loi n° 96-1143 relative à la zone franche de Corse du 26 décembre 1996 accorde aux entreprises qui créent de nouvelles activités avant le 31 décembre 2001 divers avantages fiscaux (cette mesure concerne l'ensemble de l'île). La Corse est une des régions françaises les plus pauvres, avec en 2003 un PIB par habitant de 20 100 euros (25 600 pour la moyenne nationale). Selon le journal Capital, l'État participe à hauteur de 60 % au revenu des ménages. Ce calcul tient compte des prestations sociales, privilèges, dotations au titre de la continuité de territoire ou prime d'insularité.

## Liste des avantages fiscaux du territoire corse
Voici la liste exhaustive des avantages fiscaux du territoire corse :
- En matière professionnelle  :
  - Pour les entreprises sises en zones franches :
    - impôt sur les sociétés : quelques exonérations limitées des bénéfices.
    - Allégement des cotisations sociales patronales pour ces mêmes entreprises.
    - taxe professionnelle supprimées pour les entreprises situés dans les zones franches.

  - Pour toutes les entreprises : 
    - Taxe professionnelle : abattement de 25 % de la valeur des bases communales. Par ailleurs, les taux départementaux et régionaux de la taxe professionnelle sont de 0 % pour toutes les entreprises, l'État prenant à sa charge le manque à gagner. De fait même les entreprises soumises à la taxe professionnelle ne paient ainsi qu'un taux communal et sur une base de 75 % par rapport au continent[2].
    - Exonération du droit de licence pour les débits alcoolisés et des taxes sur le transport des boissons alcoolisées.
    - Exonération de l'impôt sur les spectacles,
- Pour les particuliers :
  - Le principal avantage pour les particuliers concernait les droits de succession qui, jusqu'en 2012, ne s'appliquaient pas aux biens situés en Corse. L'arrêté Miot du 10 juin 1801 prévoyait que les biens immobiliers entrant dans un actif successoral étaient évalués selon une méthode forfaitaire : centuple de la contribution foncière, puis, après la suppression de celle-ci en 1948, revenu cadastral multiplié par 24 jusqu'à ce qu'un arrêt de la Cour de Cassation constate l'illégalité de ce mode de calcul (aucune loi ne l'avait institué), ce qui entraînait une exonération de fait des biens immobiliers ; il supprimait également toute pénalité pour non-souscription des déclarations dans le cadre d'un système d'évaluation d'office qui, par la suite, n'a jamais été mis en œuvre par l'administration. On constatait ainsi de nombreux "oublis". Pour exemple, en 1997, l'administration fiscale comptabilisait 350 déclarations de successions pour 2 800 décès. Ces données ont finalement conduit le gouvernement à instaurer un régime transitoire supprimant les droits de successions. Maintes fois repoussé, la fin de cet avantage semblait prévue pour le 1er janvier 2010. Mais fin 2008, les parlementaires ont voté une nouvelle prolongation au moins jusqu'au 1er janvier 2011, puis un régime transitoire jusqu'en 2016[3]. Le 29 décembre 2012, le Conseil constitutionnel invalide l'article 14 de la loi de finance pour 2013, qui prorogeait de nouveau ce dispositif[4]
  - Avantages pour la taxe foncière sur les propriétés non bâties: exonérations du taux communal dans certaines zones. Le but est de sauvegarder certains secteurs ruraux ou littoraux[5].
  - Avantages pour la TIPP. Cependant, les institutions ont laissé s'installer une situation de monopole au détriment des prix et des consommateurs.
  - Avantages des taxes sur le tabac,
  - la TVA : En Corse, les taux de la TVA sont généralement les mêmes qu'en France continentale. Néanmoins certains produits voient leurs taux réduit par rapport à ceux du continent :
    - L'essence et les produits pétroliers ont un taux de TVA particulier de 13 %, bien que les prix à la pompe soient parmi les plus chers de France,
    - Les travaux immobiliers, matériels agricoles, et l'électricité basse tension bénéficient d'un taux de TVA réduite à 8 %
    - Les biens bénéficiant de la TVA à 5,5 % en France métropolitaine bénéficient du taux de TVA super-réduite à 2,1 %
    - Certaines représentations théâtrales, de cirque, ou la vente d'animaux à des non redevables bénéficient d'un taux à 0,9 %

## Coût des avantages pour les finances publiques
- Concernant toute l'île: 
En manque à gagner pour le budget de l'État, par rapport à une situation analogue sur le continent. En millions d'euros, pour 2004 :
  - Application des taux particuliers de TVA : 69, essentiellement du fait de la bulle immobilière
  - Avantages liés à la base diminué et au taux de la taxe professionnelle : 49
  - Avantages liés aux droits de consommation sur les tabacs : 28
  - Avantages liés à l'exonération de la part communale pour la taxe foncière des propriétés non bâties : 2
  - Avantages de la TIPP : 1
  - Absence de droits de succession : 1
  - Autres avantages (exonération du droit de licence pour les débits alcoolisés et des taxes sur le transport des boissons alcoolisées, de l'impôt sur les spectacles, de la taxe à l'essieu) : coûts quasi nuls.
- Concernant les zones franches : 
  - Allégement des cotisations sociales patronales : 29
  - Exonération de taxe professionnelle : 26
  - Exonération d'une partie de l'impôt sur les sociétés : 25

Finalement ces mesures parfois montrées du doigt n'ont qu'un coût relativement limité pour les finances publiques : 230 millions d'euros (0,1 % du budget de l'État français). En particulier l'absence de droits de succession, dont sont de fait déjà exonérés 95 % des Français sur le continent a eu un coût quasi nul jusqu'à son abrogation. Mais il est vrai que ces mesures ne concernent qu'une population de 250 000 personnes. Reste que ces chiffres sont les chiffres issus des données relatives aux exonérations spécifiques : ils n'englobent pas ceux de la fraude fiscale. Toutefois selon certains rapports, celle-ci a considérablement diminué au cours des vingt dernières années. 98 % des impôts sur le revenu sont recouvrés normalement contre moins de 90 % auparavant. La fraude fiscale est donc exactement la même que sur le reste de la France métropolitaine, où elle est estimée entre 2 et 2,5 % .

## Dotation de continuité territoriale
Depuis 1976, la Corse bénéficie également du concept de continuité territoriale appliqué d'abord au transport maritime, étendu en 1979 au transport aérien. Le principal bénéficiaire des subventions versées à ce titre est la compagnie de navigation SNCM basée à Marseille. En 1982 est créé l’Office des transports de la Région de Corse (OTRC) en application de la loi du 30 juillet 1982 portant statut particulier de la région de Corse. Cet office, qui est un établissement public national est chargé de la gestion des contrats de services publics avec les transporteurs en lieu et place des services de l'État. Il sera substitué en 1991 par l'Office des transports de la Corse (OTC) qui est un établissement public régional rattaché à la Collectivité territoriale de Corse. 
La dotation de continuité territoriale est de 174 millions d'euros en 2005. Cette subvention constitue la dotation budgétaire de l'OTC.
À noter que cette continuité territoriale a détaxé les importations mais pas les exportations ce qui a été très néfaste pour l'économie Corse.

## Impact pour la collectivité
En tenant compte de la "dotation de continuité territoriale" et d'autres avantages, l'État verse chaque année à l'île au titre d'aides spécifiques (dont ne bénéficient pas les autres régions) un total de 480 millions d'euros, dont 230 au titre du statut fiscal spécifique.
Par ailleurs, la Corse a bénéficié de subventions au titre des fonds structurels européens relevant de l'objectif 1 (qui concerne les régions dont le PIB est inférieur à 75 % de la moyenne européenne), jusqu'à l'élargissement de l'Union Européenne qui a fait passer son PIB au-dessus de la barre des 75 %. Cependant, une part non négligeable de ces subventions n'a pas été consommée faute de pilotage adéquat de la part des institutions.